# الکساندر آلمتوف
الکساندر آلمتوف (روسی: Александр Давлетович Альметов؛ ۱۸ ژانویهٔ ۱۹۴۰ – ۱۸ ژانویهٔ ۱۹۹۲) بازیکن هاکی روی یخ اهل اتحاد جماهیر شوروی سوسیالیستی بود.